# Okey
Okey, un joc popular în Turcia și în rândul comunităților turcești din străinătate, este o combinație de noroc, logică și memorie. Cuvântul “okey” se referă și la piesa joker din joc. În Okey, fiecare jucător încearcă să-și aranjeze piesele în seturi conform regulilor. Câștigătorul este cel care își termină mâna cel mai rapid. Iată câteva detalii despre Okey:
- Piese și Seturi: În varianta cea mai comună, există 106 piese împărțite în două seturi. Piesele sunt numerotate de la 1 la 13 și sunt împărțite în patru culori (roșu, galben, negru și albastru). Fiecare număr are două piese. În plus, există două piese speciale numite “okey fals”. La începutul jocului, un jucător primește 15 piese, iar ceilalți trei jucători primesc câte 14 piese fiecare.
- Desfășurarea Jocului: Jucătorii își aranjează piesele în fața lor și încep să le schimbe în fiecare tur. Fiecare jucător ia o piesă de pe masă sau din setul aranjat și apoi aruncă o piesă în țeavă. Piesele aruncate sunt vizibile pentru ceilalți jucători (acestea sunt așezate una peste alta), dar nimeni nu poate vedea piesele din țeava adversarului.
- Okey și Per-uri: Atunci când un jucător are piesa “okey” în mână, poate să o arunce pe masă și să declare “yansın okey” (adică “să ardă okey-ul”). Piesa “okey fals” nu poate fi folosită într-un per format din piese aranjate pe masă. Totuși, nimeni nu poate vedea piesele din țeava adversarului.

Okey este un joc distractiv și captivant, care aduce oamenii împreună și le testează abilitățile de memorie și strategie.